# Кюрд-Махрузлу
Кюрд-Махрузлу (азерб. Kürd Mahruzlu) — село в административно-территориальном округе села Зиланлы Губадлинского района Азербайджана. Село расположено на берегу реки Акера.

## История
По данным «Свода статистических данных о населении Закавказского края, извлеченных из посемейных списков 1886 года», в селе Кюрд-Мафрузлу Кюрд-Мафрузлинского сельского округа Джебраильского уезда Елизаветпольской губернии было 39 дымов и проживало 184 курда шиитского вероисповедания, все из которых являлись казёнными крестьянами.
В ходе Первой карабахской войны, в 1993 году село было занято армянскими вооружёнными силами, и до октября 2020 года находилось под контролем непризнанной НКР. Согласно административно-территориальному делению НКР, село находилось в Кашатагском районе и называлось Арцвашен. 23 октября 2020 года, в ходе Второй карабахской войны, президент Азербайджана объявил об освобождении села Кюрд-Махрызлы вооружёнными силами Азербайджана.